# Museum Sonobudoyo

Hamengkoeboewono VIII tijdens de opening van museum

Museum Sonobudoyo is een museum in de Indonesische stad Yogyakarta.
Het museum werd opgericht om de cultuur van Java, Bali en  Madura tentoon te stellen op initiatief van het Java-Instituut. Het museum werd door sultan Hamengkoeboewono VIII geopend als Museum Sono Boedojo op 6 november 1935. In 1937 werd besloten tot de oprichting van een aan het museum verbonden kunstambachtschool voor zilversmeden en houtsnijwerk om het Javaanse ambacht te bevorderen. Op 1 maart 1941 werd de school samen met een uitbreiding van het museum door sultan Hamengkoeboewono IX feestelijk geopend.
De collectie omvat na het Nationaal Museum van Indonesië de grootste collectie Javaans erfgoed. De collectie bestaat onder meer uit wayangpoppen, Javaanse maskers, batik, wapens, keramiek uit het neolithicum en bronzen beelden uit de 8e eeuw. Een groot deel is bijeengebracht door het Java-Instituut. Een deel van de collectie isa fkomstig uit de verzameling van Gertrudes Johannes Resink. Doordat het instituut zich ook bezighield met de cultuur van Bali en Lombok is ook een zaal gewijd aan Bali. 

## Huisvesting
Het museum werd gevestigd aan de Alun-alun van de stad waartoe het Java-Instituut in 1933 het voormalige daar gevestigde politiekantoor aankocht. Het museumgebouw werd ontworpen door architect Thomas Karsten en is in 1986 en 2000 verder uitgebreid. In 1986 is het gebouw aan de oostzijde met een verdieping verhoogd en werd de kantoorruimte en leeszaal vervangen voor een auditoriumgebouw van twee verdiepingen. In 2000 werd een nieuwe bibliotheek gebouwd door de Nederlandse architect B. Vastriani. 
Het museum heeft sinds 2010 een provinciale (210/KEP/2010) en nationale culturele erfgoedstatus (via Permenbudpar No. PM.89/PW.007/MKP/2011).

## Galerij

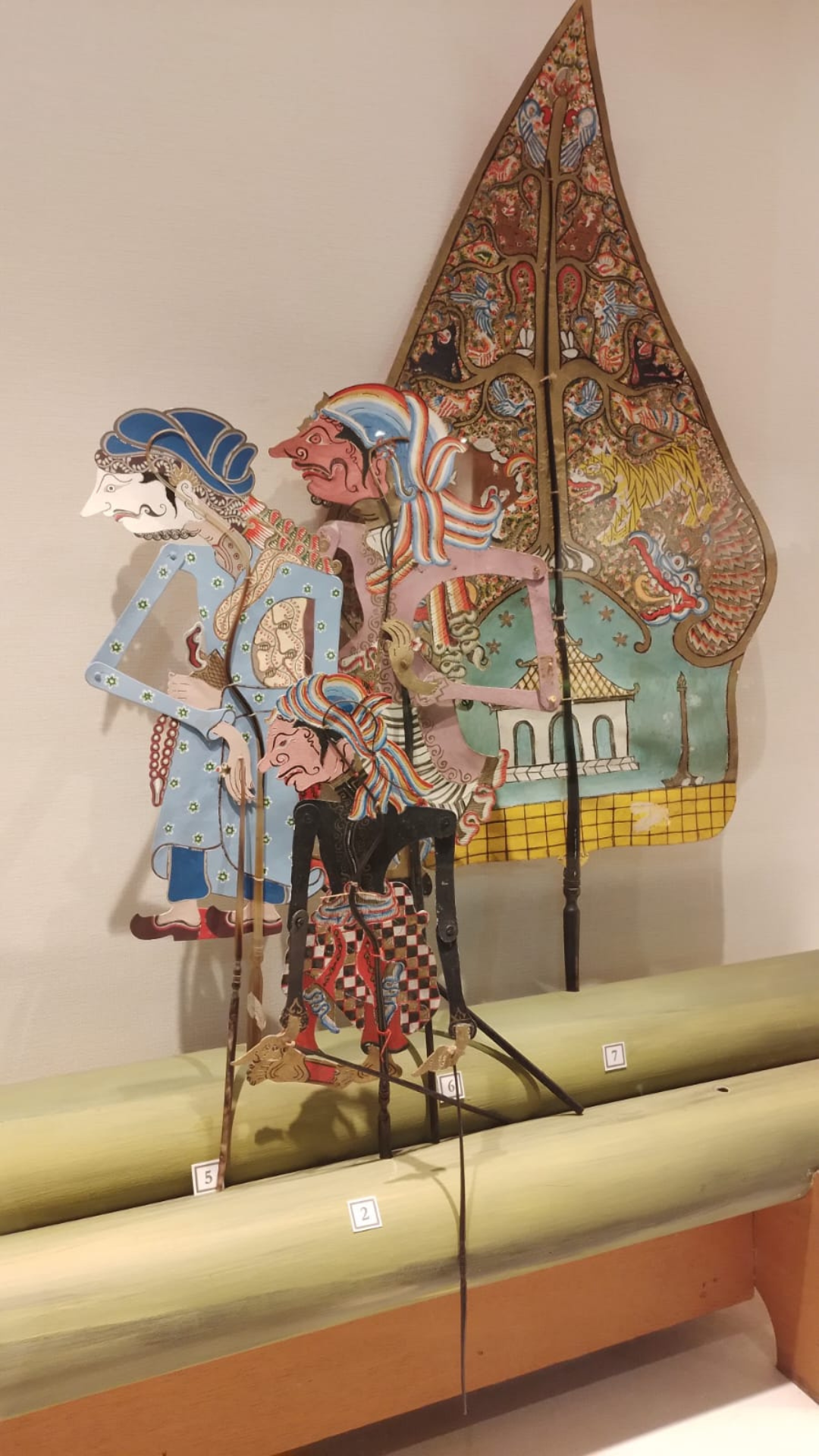
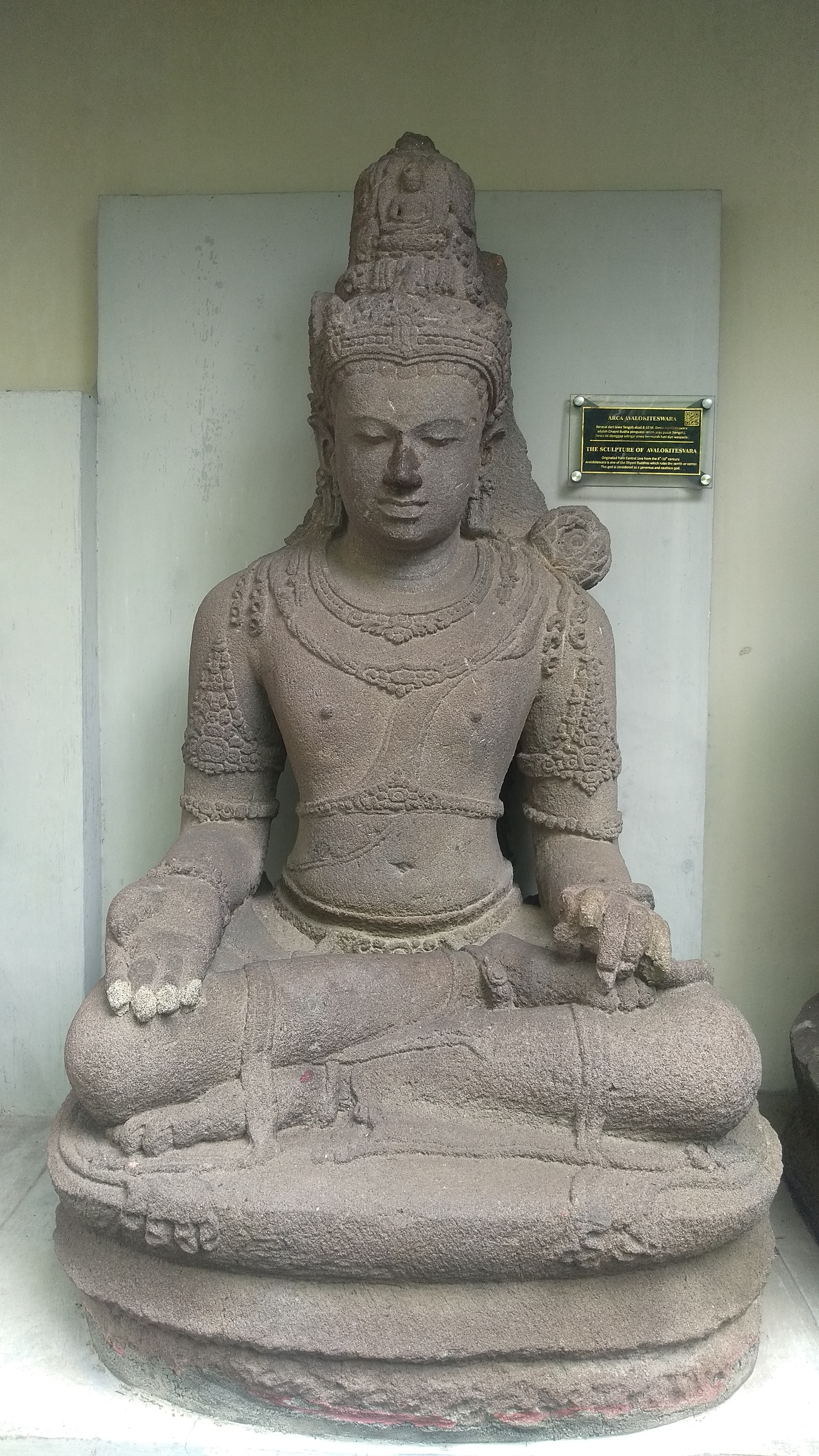
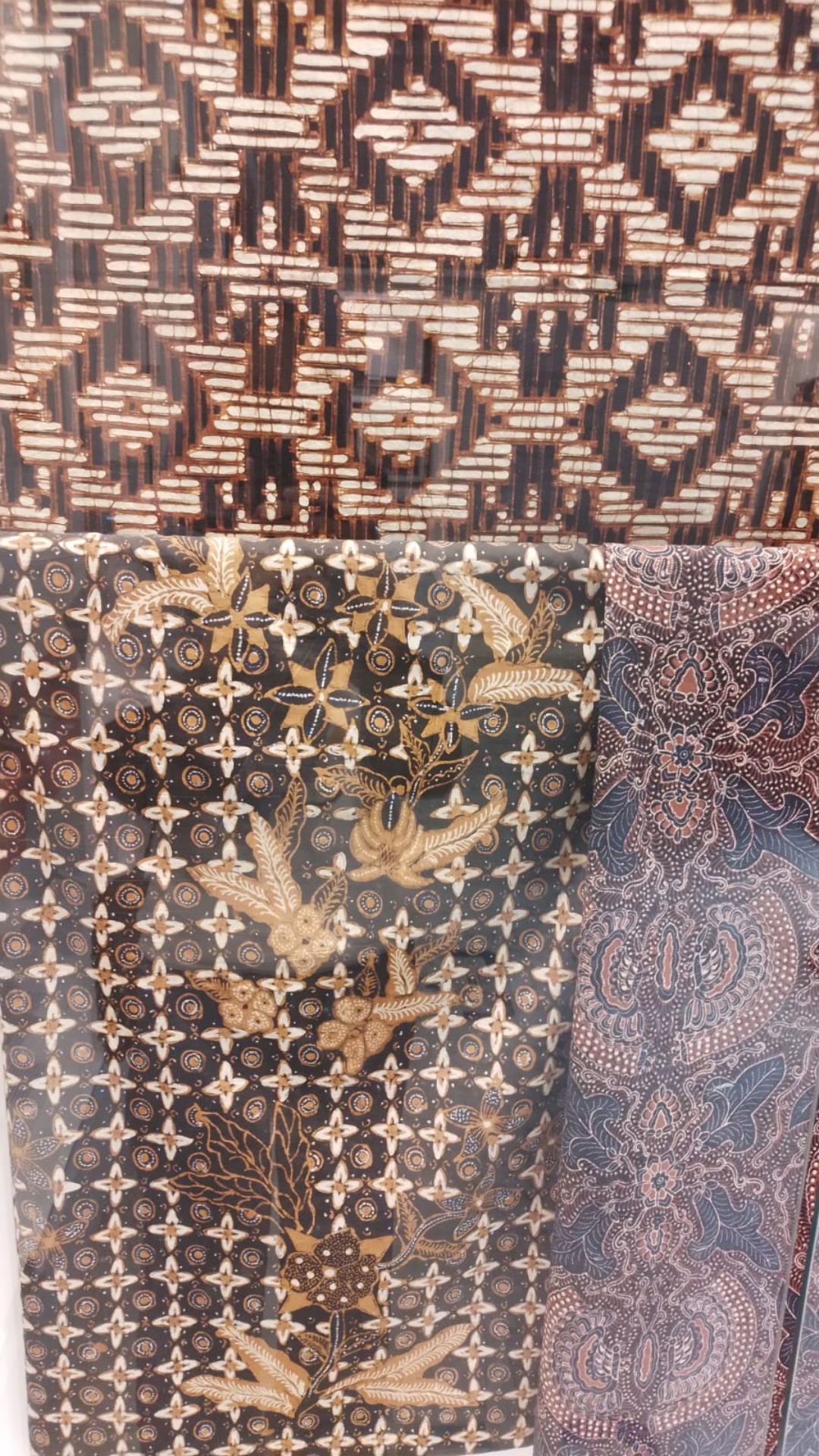